# 中田町上石
中田町上石（なかたまち あげいし）は、福島県郡山市の大字である。郵便番号は963-0711。

## 地理
郡山市東部の中田地区に属する。南で中田町海老根、西で中田町高倉、北東で田村郡三春町斎藤、北西で三春町狐田、東で三春町過足とそれぞれ隣接する。概ね町村制施行以前の田村郡上石村の流れを汲む地域である。一級水系阿武隈川水系上石川上流域を主な範囲とする。谷あいの平地に水田が広がり、山裾に集落が点在する。緑ヶ丘東に所在する郡山警察署東部駐在所及び中田町下枝に所在する郡山消防署中田分署がそれぞれ管轄にあたる。

### 主な字
字
- 舘
- 山中
- 逆木
- 谷津

- 長谷子
- 山口
- 国見

### 山岳
- 国見山

### 河川
一級水系阿武隈川水系
- 上石川

## 歴史
- 1879年1月27日 - 三春藩領上石村が福島県内における郡区町村制の施行により田村郡の村となる。
- 1889年4月1日 - 町村制の施行により上石村が高倉村、海老根村、赤沼村と合併し宮城村が発足する。旧上石村域は宮城村の大字となる。
- 1956年9月1日 - 宮城村が御舘村と合併し中田村が発足し、中田村の大字となる。
- 1965年8月1日 - 中田村が西田村と共に郡山市に編入され、郡山市の大字となる。

## 世帯数と人口
2024年1月1日現在の世帯数と人口は以下の通りである。
| 大字       | 世帯数 | 人口  |
| ---------- | ------ | ----- |
| 中田町上石 | 61世帯 | 150人 |

## 小・中学校の学区
市立小・中学校に通う場合、学区は以下の通りとなる。
| 番地 | 小学校               | 中学校             |
| ---- | -------------------- | ------------------ |
| 全域 | 郡山市立海老根小学校 | 郡山市立宮城中学校 |

## 交通

### 道路
- 郡山市道2-184号高倉上石線

## 施設
- 上石の不動桜